# Klaus Köste
Klaus Köste (Frankfurt an der Oder, 27 februari 1943 - Leipzig, 14 december 2012) was een Oost-Duits turner. 
Köste werd in 1972 olympisch kampioen op sprong, in 1964, 1969, 1972 won Köste de olympische bronzen medaille in de landenwedstrijd.

## Resultaten

### Olympische Zomerspelen
| Jaar | Plaats      | Resultaten                                                                     |
| ---- | ----------- | ------------------------------------------------------------------------------ |
| 1964 | Tokio       | in de landenwedstrijd 18e in de meerkamp                                       |
| 1968 | Mexico-stad | in de landenwedstrijd 4e aan de rekstok 16e in de meerkamp                     |
| 1972 | München     | op sprong in de landenwedstrijd 5e op vloer 5e aan de ringen 6e in de meerkamp |

### Wereldkampioenschappen turnen
| Jaar | Plaats    | Resultaten                             |
| ---- | --------- | -------------------------------------- |
| 1970 | Ljubljana | in de landenwedstrijd · aan de rekstok |

1896: Carl Schuhmann ·
1904: Anton Heida, George Eyser ·
1924: Frank Kriz ·
1928: Eugen Mack ·
1932: Savino Guglielmetti ·
1936: Alfred Schwarzmann ·
1948: Paavo Aaltonen ·
1952: Viktor Tsjoekarin ·
1956: Helmut Bantz, Valentin Moeratov ·
1960: Takashi Ono, Boris Sjachlin ·
1964: Haruhiro Yamashita ·
1968: Mikhail Voronin ·
1972: Klaus Köste ·
1976: Nikolaj Andrianov ·
1980: Nikolaj Andrianov ·
1984: Lou Yun ·
1988: Lou Yun ·
1992: Vitali Tsjerbo ·
1996: Aleksej Nemov ·
2000: Gervasio Deferr ·
2004: Gervasio Deferr ·
2008: Leszek Blanik ·
2012: Yang Hak-seon ·
2016: Ri Se-gwang ·
2020: Shin Jea-hwan ·
2024: Carlos Yulo